# Phruensis brunneispora
Phruensis brunneispora är en svampart som beskrevs av Pinruan 2004. Phruensis brunneispora ingår i släktet Phruensis, ordningen Diaporthales, klassen Sordariomycetes, divisionen sporsäcksvampar och riket svampar.   Inga underarter finns listade i Catalogue of Life.